# Șovkovîcine, Sakî
Șovkovîcine (în ucraineană Шовковичне) este un sat în comuna Mîteaiive din raionul Sakî, Republica Autonomă Crimeea, Ucraina.

## Demografie
Componența lingvistică a localității Șovkovîcine
     Rusă (40,25%)
     Tătară crimeeană (30,94%)
     Ucraineană (25,05%)
     Alte limbi (1,34%)
Conform recensământului din 2001, nu exista o limbă vorbită de majoritatea populației, aceasta fiind compusă din vorbitori de rusă (40,25%), tătară crimeeană (30,94%) și ucraineană (25,05%).